# Gata
Gata – gmina w Hiszpanii, w prowincji Cáceres, w Estramadurze, o powierzchni 94,18 km². W 2011 roku gmina liczyła 1639 mieszkańców.